# Lady Death
Lady Death é uma personagem de histórias em quadrinhos criada por Brian Pulido e Steven Hughes, já foi ilustrada por Steven Hughes, Mike Deodato Jr., Romano Molenaar e Ivan Reis. Além dos quadrinhos, Lady Death já foi tema do trabalho de diversos artistas como Dorian Cleavenger, Gerald Brom, Boris Vallejo, Joe Jusko e Julie Bell.

## Publicação
Sua primeira aparição foi em Evil Ernie #1 pela editora Eternity Comics em dezembro de 1991. Reapareceu depois em Evil Ernie: The Resurrection, uma mini-série publicada pela já extinta Chaos! Comics em 1993.
Em 2002, com a falência da Chaos! Comics, os direitos da personagem foram vendidos para a CrossGen Comics, pelo valor de US$ 12.500. Em 2004 a GrossGen, também com dificuldade financeiras entrou com pedido de falência,, vendendo novamente os direitos do personagem.
Em 2005 Lady Death voltou a ter suas histórias publicadas, dessa vez pela Avatar Press. Foi a ultima editora a publicar as séries da Lady Death.

## No Brasil
A personagem teve títulos publicados no Brasil pelas editoras Mythos e  Atlantis.

## Adaptação
Em 2004 foi lançado um filme de animação baseado na personagem, pela ADV Films.